# 교황 보니파시오 1세
교황 보니파시오 1세(라틴어: Bonifacius PP. I, 이탈리아어: Papa Bonifacio I)는 제42대 교황(재위: 418년 12월 28일/29일 - 422년 9월 4일)이다. 사후 성인으로 시성되었으며, 축일은 9월 4일이다. 히포의 아우구스티노와 동시대 인물로서, 아우구스티노는 보니파시오 1세를 지원하는 몇 가지 활동을 하였다.
산 로렌초 푸오리 레 무라 성당에서 교황 조시모의 장례 미사가 끝나자마자 에울랄리오의 지지자들이 라테라노를 점거하였다. 다음날, 그는 부제들과 평신도, 소수의 사제들로 구성된 무리를 이끌고 스스로 새 교황이라고 선언하였다. 당시 주교 착좌식은 주일(일요일)에 관례적으로 거행되었기 때문에, 에울랄리오와 그의 무리는 주일까지 라테라노에 머물렀다. 한편, 에울라리오의 로마 주교 착좌식이 거행된 같은 날에 로마 교구의 주요 성직자들은 조시모의 뒤를 이은 새 교황으로 보니파시오를 선출하였다. 보니파시오는 로마 태생으로 요쿤두스의 아들이며 교황 인노첸시오 1세의 고문관이었다. 라테라노는 에울랄리오 일파가 장악했기 때문에 보니파시오 1세의 로마 주교 착좌식은 하는 수 없이 산 마르첼로 알 코르소 성당에서 거행되었다. 로마 시 총독 아우렐리우스 아니키우스 심마쿠스는 로마의 평화를 유지하기 위해 보니파시오 1세와 에울랄리오 양측에게 불상사를 일으키지 말라고 사전에 경고하는 한편, 에울랄리오가 먼저 선출되었기 때문에 그가 정당한 교황이라는 내용의 서신을 호노리우스 황제에게 보냈다. 호노리우스 황제는 419년 1월 3일 에울랄리오를 적법한 교황으로 인정한다는 답신을 보냈다. 그러나 이러한 조치에도 불구하고, 결국 두 진영 간에 폭력 사태가 일어나게 되면서 보니파시오 1세는 로마 병사들에게 체포되어 로마 성벽 밖에 마련된 거처로 이송되어 삼엄한 감시 하에 놓이게 되었다.
보니파시오 1세의 지지자들은 이를 좌시하지 않고, 호노리우스 황제에게 에우랄리우스가 부정 선거를 통해 교황으로 선출되었다는 의혹을 제기하는 탄원서를 제출하였다. 이에 황제는 이전의 판단을 보류하고 양 당사자에게 그해 2월 8일에 다른 이탈리아 주교들 앞에 서서 누가 적법한 교황인지 시비를 가리라고 하였다. 그리하여 소집된 청문회에서는 최종 판단을 그해 6월 13일 스폴레토에서 개최하기로 계획된 시노드에서 내리기로 결정하는 한편, 그 때까지 보니파시오 1세와 에울랄리오 두 사람 모두 로마 밖으로 나가 대기할 것을 주문하였다. 더불어 예수 부활 대축일부터 적법한 교황이 누구인지 정해지기 전까지는 스폴레토의 주교가 로마에서 주요 미사를 집전하였다.
갈라 플라키디아 황후와 그의 남편 콘스탄티우스 3세 황제는 에울랄리오가 교황으로 선출된 때부터 그에게 호감을 갖고 있었다. 스튜어트 우스트는 당시의 교황 선거 규정이 매우 애매모호하였으므로 보니파시오 1세와 에울랄리오 양측 모두 자신이 적법한 교황이라고 주장할 근거가 있었다고 말한다. 하지만 에울랄리오는 황제의 지시를 무시하고 그해 3월 20일에 있을 예수 부활 대축일 주일 미사 집전을 위해 3월 18일 로마에 입성함으로써 권력층의 지지를 잃고 말았다. 로마 시 총독 심마쿠스는 즉시 병사들을 라테라노에 보내 점거한 다음, 에울랄리오를 끌어내서 로마 성벽 밖에 마련된 임시 거처에 감금하였다. 그해 라테라노에서 봉헌된 예수 부활 대축일 미사는 스폴레토의 주교 아킬레우스가 집전하였다. 이에 따라 스폴레토에서 열기로 예정되었던 시노드는 취소되었으며, 419년 4월 3일 호노리우스 황제는 마침내 보니파시오 1세를 합법적인 교황으로 인정하였다.
보니파시오 1세는 펠라기우스주의를 끊임없이 반대하였다. 그리고 동방 교회를 총괄하는 일리리쿰에 대해서는 테오도시우스 2세 황제가 421년 7월 14일 칙령을 반포하여 콘스탄티노폴리스 총대주교의 승낙 없이는 교회 문제를 처리하지 말라는 지시에 따라 문제가 생기자 호노리우스 황제와 상의하여 테오도시우스 2세를 설득하여 칙령을 취소하게 만들었다. 그리하여 보니파시오 1세는 로마 교황좌의 권한을 지켜냈다.
전임 교황이 개입한 아프리카 교회의 일은 순조롭게 끝났다. 조시모가 보낸 사절들 중 한 사람이었던 파우스티누스 주교는 419년 5월 25일 카르타고 교회회의에 참석하였다. 아피리아리우스가 잘못을 시인하고 용서를 청한다면 파문에서 해제되어 다른 교구에 입적할 수 있도록 결정을 내렸다. 아프리카의 주교들은 보니파시오 1세에게 점잖고 정중한 문구로 답신을 보냈으나 파우스티누스의 거만함은 참지 못하였다.
얼마 후 보니파시오 1세는 중병에 걸렸는데 만일 자기가 죽게 되면 교회가 분열될 것을 염려하여 호노리우스 황제에게 서신을 보내어 교회의 평화를 위해 도움을 요청하였다. 호노리우스는 만일 두 후보자가 나온다면 둘 다 추방하고 도덕적으로 만장일치를 얻은 후보자를 선출하겠다는 답신을 보내왔다.

## 같이 보기
- 교황 목록